# Armand Peugeot
Armand Peugeot (26. března 1849, Hérimoncourt – 2. ledna 1915, Neuilly-sur-Seine) byl průmyslník, průkopník automobilismu a zakladatel francouzské firmy Peugeot.

## Rodina
Historie podnikání rodiny Peugeot sahají až do 15. století. Rodina v roce 1810 přestavěla svůj obilný mlýn ve vesnici Vandoncourt na malou továrnu vyrábějící válcovanou ocel a velké množství dalších ocelových výrobků, nářadí, pil a pilových listů ale i žehliček a mlýnků na kávu. V roce 1850 se začal používat typický znak lva. Armand Peugeot byl synem Émile Peugeota (1815–1874) a Wilhelminy roz. Ehrmannové (1818–1893).

## Vzdělání
Peugeot byl v roce 1881 na stáži u anglické firmy v Leedsu. Tam také začal poznávat novinky v oblasti jízdních kol. V roce 1895 ukončil studium na École Centrale, strojařské škole v Paříži.

## Podnikání
Prvním vyrobeným dopravním prostředkem firmy Peugeot Fréres Aînés bylo v roce 1882 jízdní kolo Le Grand Bi. Už o sedm let později firma vyrobila 19 000 kol a po prezentaci na Světové výstavě vzrostla poptávka natolik, že si Peugeot otevřel v paříži vlastní obchod.
Armand se už dříve začal zajímat i o automobily a po setkání s Gottliebem Daimlerem a dalšími nadšenci, byl přesvědčen o jejich životaschopnosti. První Peugeotův automobil (parní tříkolka) byl vyroben v roce 1889 ve spolupráci s Léonem Serpolletem a představen na Světové výstavě v Paříži. Parní pohon byl těžký, objemný a před jízdou vyžadoval dlouhotrvající přípravy, takže od něj bylo brzy upuštěno ve prospěch druhého prototypu osazeného benzínovým spalovacím motorem. V roce 1890 byl vyroben první čtyřkolový automobil poháněný Daimlerovým benzinovým motorem a o rok později začala sériová výroba automobilů značky. V dalším roce bylo vyrobeno dalších 29 automobilů bylo vyrobeno v roce 1892, už ve firmě Les Fils de Peugeot Frères. Peugeot v tomto roce jako první použil u benzinem poháněného automobilu celogumové pneumatiky (pneumatiky plněné vzduchem přišly až v roce 1895). Vozy prozatím vypadaly spíš jako kočáry bez koní a řídily se pomocí páky.
2. dubna 1895 založil firmu Société Anonyme des Automobiles Peugeot s továrnou v Audincourtu. O dva roky později se Peugeot přestal spoléhat na Daimlera a vyrobil první vlastní motory pro Typ 15. Dále následovala mnohá vylepšení: motor se od roku 1901 montoval pod kapotu v přední části vozu místo pod vůz, začal se používat volant a auta vypadala mnohem více jako současná.
V roce 1903 Peugeot začal s výrobou motocyklů, které jsou s touto značkou vyráběny dodnes. V roce 1910 se firmy Armanda a Eugèna (Lions Peugeot) sloučily a vznikla tak Société des Cycles et Automobiles Peugeot. Za dva roky založila továrnu v Sochaux. Firma začala kromě osobních automobilů vyrábět také autobusy. Když v roce 1913 odcházel z vedení firmy, byla největším francouzským výrobcem s 10 000 ročně vyrobenými vozy.
Během první světové války se firma Peugeot zaměřila na zbrojní výrobu a stala se hlavním dodavatelem zbraní a vojenských dopravních prostředků od jízdních kol a tanků až po nábojnice.
Pohřben je na hřbitově Père-Lachaise.
Armand Peugeot byl v roce 1999 uveden do Automotive Hall of Fame.